# 2004 год в автомобилестроении
Список событий в автомобилестроении в 2004 году.

## События
- 4—14 марта — состоялся 74-й Женевский автосалон[1].
- 29 апреля — ликвидирована компания Oldsmobile.
- 29 мая — День военного автомобилиста
- 8 июня — в Москве открыт памятник «Копейке»[2].
- последнее воскресенье октября — День автомобилиста и дорожника
- 2 ноября — Компании Audi присуждён титул «Auto Trophy 2004» в трёх классах (премиум, бизнес, средний).[3]
- 3 ноября — Первый клиент в России получил автомобиль Mercedes SLR McLaren.[4]; на Украине начато производство Audi A6 на заводе ЗАО «Еврокар».[5]; компания Goodyear начала продажу покрышек Triple Tred с песком из вулканической лавы.[6]
- 18 ноября — с конвейера АвтоВАЗа сошёл первый автомобиль Лада Калина[7].
- 19 ноября — Компания Toyota объявила об отзыве 540 тыс. автомобилей в связи обнаруженного дефекта — работа стоп-сигналов.[8]
- 26 ноября — открылся Essen Motor Show[англ.].[9]
- 8 декабря — Компания Suzuki начала продажу обновлённого MR Wagon в модификации M-edition.[10]
- 28 декабря — В России начата продажа обновлённой модели Mitsubishi L200.[11]

## События без точной даты
- Fiat Panda — назван лучшим автомобилем года в Европе. 100 лет со дня основания компании Rolls-Royce.

## Представлены новые автомобили
- январь — Honda Accord Sports Study Model,Honda Life Modulo Concept,Honda Odyssey Modulo Concept[12]
- март — Renault Modus
- апрель — Elfin MS8 Streamliner
- ноябрь — Mitsubishi Evo VIII MR FQ-400[13],Volvo 3CC[14]
- декабрь — SSC Aero SC/8T № 1